# Kvalifikace na Mistrovství světa ve fotbale 2014 (OFC)
Kvalifikace na Mistrovství světa ve fotbale 2014 zóny OFC určila jednoho účastníka mezikontinentální baráže.
Čtveřice nejníže nasazených týmů se nejprve v první fázi utkala jednokolově každý s každým na centralizovaném místě o jedno postupové místo na Oceánský pohár národů 2012, který byl zároveň druhou fází kvalifikace na MS. Postupující se zde přidal k sedmičce přímo nasazených týmů. Druhá fáze se hrála opět na jednom centralizovaném místě. Osmička týmů byla rozlosována do dvou skupin po čtyřech, přičemž první dva z každé skupiny postoupili do semifinále. Vítěz finále se stal vítězem Oceánského poháru národů a zároveň postoupil na Konfederační pohár FIFA 2013 a všichni semifinalisté postoupili do třetí fáze, kde utvořili čtyřčlennou skupinu, v níž se utkali dvoukolově každý s každým doma a venku. Vítěz této skupiny následně postoupil do mezikontinentální baráže.

## Nasazení
K nasazení týmů byl použit žebříček FIFA z července 2011.  Papua Nová Guinea neodehrála v posledních čtyřech letech žádný reprezentační zápas, proto byla v žebříčku FIFA neumístěna. K jejímu nasazení byly proto vzaty v úvahu výsledky v poslední kvalifikaci, které se zúčastnila. V závorkách je umístění týmů v červencovém (2011) žebříčku FIFA.
| Nasazení do druhé fáze | Účastníci první fáze                                                       |
| --- | -------------------------------------------------------------------------- |
| - Nový Zéland (94) - Fidži (156) - Nová Kaledonie (164) - Vanuatu (169) - Šalomounovy ostrovy (181) - Tahiti (182) - Papua Nová Guinea (neumístěna) | - Samoa (189) - Tonga (192) - Cookovy ostrovy (195) - Americká Samoa (203) |

## První fáze
Čtveřice nejníže nasazených týmů se v termínu od 21. do 26. listopadu 2011 utkala jednokolově každý s každým na centralizovaném místě v zemi Samoa. Vítěz skupiny postoupil do druhé fáze.
| Tým             | Z | V | R | P | VG | IG | +/- | B |
| --------------- | - | - | - | - | -- | -- | --- | - |
| Samoa           | 3 | 2 | 1 | 0 | 5  | 3  | +2  | 7 |
| Tonga           | 3 | 1 | 1 | 1 | 4  | 4  | 0   | 4 |
| Americká Samoa  | 3 | 1 | 1 | 1 | 3  | 3  | 0   | 4 |
| Cookovy ostrovy | 3 | 0 | 1 | 2 | 4  | 6  | −2  | 1 |

| 22. listopadu 2011 15:00 UTC−10 |        |                    |                                                 |
| Americká Samoa                  | 2 – 1  | Tonga              | Toleafoa J.S. Blatter Complex, Apia diváci: 150 |
| R. Ott 44' S. Luani 74'         | Report | Ki-Atenoa Feao 87' | Toleafoa J.S. Blatter Complex, Apia diváci: 150 |

| 22. listopadu 2011 17:30 UTC−10 |        |                                  |                                                 |
| Cookovy ostrovy                 | 2 – 3  | Samoa                            | Toleafoa J.S. Blatter Complex, Apia diváci: 600 |
| Best 36', 85'                   | Report | L. Gosche 20', 37' A. Bell 90+2' | Toleafoa J.S. Blatter Complex, Apia diváci: 600 |

| 24. listopadu 2011 15:00 UTC−10 |        |                 |                                                 |
| Americká Samoa                  | 1 – 1  | Cookovy ostrovy | Toleafoa J.S. Blatter Complex, Apia diváci: 300 |
| S. Luani 24'                    | Report | Luvu 62' (vl.)  | Toleafoa J.S. Blatter Complex, Apia diváci: 300 |

| 24. listopadu 2011 17:30 UTC−10 |        |               |                                                 |
| Samoa                           | 1 – 1  | Tonga         | Toleafoa J.S. Blatter Complex, Apia diváci: 180 |
| Easthope 44' (pen.)             | Report | Taufahema 82' | Toleafoa J.S. Blatter Complex, Apia diváci: 180 |

| 26. listopadu 2011 15:00 UTC−10 |        |                 |                                                 |
| Tonga                           | 2 – 1  | Cookovy ostrovy | Toleafoa J.S. Blatter Complex, Apia diváci: 200 |
| Maamaaloa 27' Falatau 90+1'     | Report | Harmon 35'      | Toleafoa J.S. Blatter Complex, Apia diváci: 200 |

| 26. listopadu 2011 17:30 UTC−10 |        |                |                                                 |
| Samoa                           | 1 – 0  | Americká Samoa | Toleafoa J.S. Blatter Complex, Apia diváci: 800 |
| Malo 90'                        | Report |                | Toleafoa J.S. Blatter Complex, Apia diváci: 800 |

## Druhá fáze (Oceánský pohár národů 2012)
Druhá fáze byla zároveň Oceánským pohárem národů 2012, který se hrál na Šalomounových ostrovech od 1. do 10. června 2012. Sedmička přímo nasazených týmů spolu s vítězem první fáze byla rozlosována do dvou skupin po čtyřech, kde se utkal jednokolově každý s každým. První dva týmy z každé skupiny postoupily do semifinále. Dále se hrálo i finále a zápas o třetí místo. Vítěz finále se stal mistrem Oceánie a postoupil tak na Konfederační pohár FIFA 2013. Všichni čtyři semifinalisté následně postoupili do třetí fáze kvalifikace o MS 2014.

### Nasazení
Týmy byly podle žebříčku FIFA z července 2011 rozděleny do dvou losovacích košů. Do každé ze skupin byly nalosovány dva týmy z každého koše. Los se uskutečnil 30. července 2011 v Rio de Janeiru.
| Koš A                                    | Koš B                                                              |
| ---------------------------------------- | ------------------------------------------------------------------ |
| Nový Zéland Fidži Nová Kaledonie Vanuatu | Šalomounovy ostrovy Tahiti Papua Nová Guinea Samoa (vítěz 1. fáze) |

### Skupiny

#### Skupina A
| Tým            | Z | V | R | P | VG | IG | +/- | B |
| -------------- | - | - | - | - | -- | -- | --- | - |
| Tahiti         | 3 | 3 | 0 | 0 | 18 | 5  | +13 | 9 |
| Nová Kaledonie | 3 | 2 | 0 | 1 | 17 | 6  | +11 | 6 |
| Vanuatu        | 3 | 1 | 0 | 2 | 8  | 9  | −1  | 3 |
| Samoa          | 3 | 0 | 0 | 3 | 1  | 24 | −23 | 0 |

| 1. června 2012 12:00 UTC+11 |        |                                                                                           |                                            |
| Samoa                       | 1 – 10 | Tahiti                                                                                    | Lawson Tama Stadium, Honiara diváci: 3 250 |
| Malo 70'                    | Report | L. Tehau 7', 83', 84', 86' J. Tehau 17', 78' A. Tehau 19', 40' T. Tehau 54' Chong Hue 60' | Lawson Tama Stadium, Honiara diváci: 3 250 |

| 1. června 2012 15:00 UTC+11 |        |                                                  |                                            |
| Vanuatu                     | 2 – 5  | Nová Kaledonie                                   | Lawson Tama Stadium, Honiara diváci: 5 000 |
| Tasso 52' Naprapol 61'      | Report | Kaï 32', 58', 76' Gope-Fenepej 66' R. Kayara 87' | Lawson Tama Stadium, Honiara diváci: 5 000 |

| 3. června 2012 12:00 UTC+11                               |        |       |                                            |
| Vanuatu                                                   | 5 − 0  | Samoa | Lawson Tama Stadium, Honiara diváci: 6 000 |
| Naprapol 26' Kaltack 45+1' Malas 46' Tasso 74' Vava 90+3' | Report |       | Lawson Tama Stadium, Honiara diváci: 6 000 |

| 3. června 2012 15:00 UTC+11                            |        |                              |                                            |
| Tahiti                                                 | 4 − 3  | Nová Kaledonie               | Lawson Tama Stadium, Honiara diváci: 6 000 |
| A. Tehau 19' Vallar 29' (pen.) L. Tehau 32' Degage 84' | Report | Bako 74' Haeko 80' Kauma 86' | Lawson Tama Stadium, Honiara diváci: 6 000 |

| 5. června 2012 12:00 UTC+11                                                            |        |       |                                            |
| Nová Kaledonie                                                                         | 9 – 0  | Samoa | Lawson Tama Stadium, Honiara diváci: 1 000 |
| R. Kayara 10' Haeko 11', 45+1', 72', 90', 90+1' Kabeu 22' Ixoée 25' (pen.) Gnipate 45' | Report |       | Lawson Tama Stadium, Honiara diváci: 1 000 |

| 5. června 2012 15:00 UTC+11                              |        |             |                                            |
| Tahiti                                                   | 4 – 1  | Vanuatu     | Lawson Tama Stadium, Honiara diváci: 1 000 |
| Vallar 15' (pen.) J. Tehau 38' A. Tehau 57' T. Tehau 87' | Report | Tasso 90+4' | Lawson Tama Stadium, Honiara diváci: 1 000 |

#### Skupina B
| Tým                 | Z | V | R | P | VG | IG | +/- | B |
| ------------------- | - | - | - | - | -- | -- | --- | - |
| Nový Zéland         | 3 | 2 | 1 | 0 | 4  | 2  | +2  | 7 |
| Šalomounovy ostrovy | 3 | 1 | 2 | 0 | 2  | 1  | +1  | 5 |
| Fidži               | 3 | 0 | 2 | 1 | 1  | 2  | −1  | 2 |
| Papua Nová Guinea   | 3 | 0 | 1 | 2 | 2  | 4  | −2  | 1 |

| 2. června 2012 12:00 UTC+11 |        |             |                                             |
| Fidži                       | 0 – 1  | Nový Zéland | Lawson Tama Stadium, Honiara diváci: 12 950 |
|                             | Report | Smith 8'    | Lawson Tama Stadium, Honiara diváci: 12 950 |

| 2. června 2012 15:00 UTC+11 |        |                   |                                             |
| Šalomounovy ostrovy         | 1 – 0  | Papua Nová Guinea | Lawson Tama Stadium, Honiara diváci: 15 000 |
| Totori 5'                   | Report |                   | Lawson Tama Stadium, Honiara diváci: 15 000 |

| 4. června 2012 12:00 UTC+11 |        |                    |                                            |
| Papua Nová Guinea           | 1 – 2  | Nový Zéland        | Lawson Tama Stadium, Honiara diváci: 4 700 |
| Hans 88' (pen.)             | Report | Smeltz 2' Wood 53' | Lawson Tama Stadium, Honiara diváci: 4 700 |

| 4. června 2012 15:00 UTC+11 |        |                     |                                             |
| Fidži                       | 0 – 0  | Šalomounovy ostrovy | Lawson Tama Stadium, Honiara diváci: 13 600 |
|                             | Report |                     | Lawson Tama Stadium, Honiara diváci: 13 600 |

| 6. června 2012 12:00 UTC+11 |        |              |                                            |
| Papua Nová Guinea           | 1 – 1  | Fidži        | Lawson Tama Stadium, Honiara diváci: 7 000 |
| Jack 85'                    | Report | Dunadamu 14' | Lawson Tama Stadium, Honiara diváci: 7 000 |

| 6. června 2012 15:00 UTC+11 |        |                     |                                             |
| Nový Zéland                 | 1 – 1  | Šalomounovy ostrovy | Lawson Tama Stadium, Honiara diváci: 15 000 |
| Wood 14'                    | Report | Totori 57'          | Lawson Tama Stadium, Honiara diváci: 15 000 |

### Play off

#### Semifinále
| 8. června 2012 11:00 UTC+11 |        |                     |                                             |
| Tahiti                      | 1 – 0  | Šalomounovy ostrovy | Lawson Tama Stadium, Honiara diváci: 15 000 |
| J. Tehau 15'                | Report |                     | Lawson Tama Stadium, Honiara diváci: 15 000 |

| 8. června 2012 15:00 UTC+11 |        |                            |                                            |
| Nový Zéland                 | 0 – 2  | Nová Kaledonie             | Lawson Tama Stadium, Honiara diváci: 8 000 |
|                             | Report | Kaï 60' Gope-Fenepej 90+2' | Lawson Tama Stadium, Honiara diváci: 8 000 |

#### O 3. místo
| 10. června 2012 11:00 UTC+11 |        |                                 |                                            |
| Šalomounovy ostrovy          | 3 – 4  | Nový Zéland                     | Lawson Tama Stadium, Honiara diváci: 7 000 |
| Teleda 48' Totori 54', 88'   | Report | Wood 11', 25', 30' Smeltz 90+4' | Lawson Tama Stadium, Honiara diváci: 7 000 |

#### Finále
| 10. června 2012 15:00 UTC+11 |        |                |                                            |
| Tahiti                       | 1 – 0  | Nová Kaledonie | Lawson Tama Stadium, Honiara diváci: 9 000 |
| Chong Hue 11'                | Report |                | Lawson Tama Stadium, Honiara diváci: 9 000 |

- Tahiti se stalo mistrem Oceánie a postoupilo na Konfederační pohár FIFA 2013. Všichni čtyři semifinalisté postoupili do třetí fáze kvalifikace na MS 2014.

## Třetí fáze
Ve třetí fázi utvořila čtveřice týmů jednu skupinu, ve které se utkal každý s každým dvoukolově doma a venku. Vítěz skupiny následně postoupil do mezikontinentální baráže. Hrálo se od 7. září 2012 do 26. března 2013.
| Tým                 | Z | V | R | P | VG | IG | +/- | B  |
| ------------------- | - | - | - | - | -- | -- | --- | -- |
| Nový Zéland         | 6 | 6 | 0 | 0 | 17 | 2  | +15 | 18 |
| Nová Kaledonie      | 6 | 4 | 0 | 2 | 17 | 6  | +11 | 12 |
| Tahiti              | 6 | 1 | 0 | 5 | 2  | 12 | -10 | 3  |
| Šalomounovy ostrovy | 6 | 1 | 0 | 5 | 5  | 21 | -16 | 3  |

- Nový Zéland postoupil do mezikontinentální baráže.

Rozpis zápasů byl nalosován 26. června 2012 v Aucklandu.
| 7. září 2012 18:00 UTC+11 |        |                     |                                               |
| Nová Kaledonie            | 0 – 2  | Nový Zéland         | Stade Numa-Daly Magenta, Nouméa diváci: 6 000 |
|                           | Report | Smeltz 12' Wood 40' | Stade Numa-Daly Magenta, Nouméa diváci: 6 000 |

| 7. září 2012 15:00 UTC+11 |        |        |                                             |
| Šalomounovy ostrovy       | 2 – 0  | Tahiti | Lawson Tama Stadium, Honiara diváci: 22 000 |
| Fa'arodo 16' Teleda 60'   | Report |        | Lawson Tama Stadium, Honiara diváci: 22 000 |

| 11. září 2012 19:35 UTC+12                                            |        |                     |                                               |
| Nový Zéland                                                           | 6 – 1  | Šalomounovy ostrovy | North Harbour Stadium, Auckland diváci: 7 931 |
| Smeltz 12' Barbarouses 25' Killen 53' Lochhead 69' Wood 80' Rojas 83' | Report | Fa'arodo 51'        | North Harbour Stadium, Auckland diváci: 7 931 |

| 11. září 2012 20:00 UTC-10 |        |                                           |                                            |
| Tahiti                     | 0 – 4  | Nová Kaledonie                            | Stade Pater Te Hono Nui, Pirae diváci: 574 |
|                            | Report | Lolohea 55' Kaï 56', 63' Gope-Fenepej 89' | Stade Pater Te Hono Nui, Pirae diváci: 574 |

| 12. října 2012 15:00 UTC+11 |        |                                                                  |                                            |
| Šalomounovy ostrovy         | 2 – 6  | Nová Kaledonie                                                   | Lawson Tama Stadium, Honiara diváci: 8 000 |
| Tanito 33' Nawo 59'         | Report | Kayara 8' Gope-Fenepej 45', 81', 90+1' Faisi 78' (vl.) Haeko 88' | Lawson Tama Stadium, Honiara diváci: 8 000 |

| 12. října 2012 20:00 UTC−10 |        |                        |                                            |
| Tahiti                      | 0 – 2  | Nový Zéland            | Stade Pater Te Hono Nui, Pirae diváci: 600 |
|                             | Report | Smeltz 24' Sigmund 82' | Stade Pater Te Hono Nui, Pirae diváci: 600 |

| 16. října 2012 19:30 UTC+11                              |        |                     |                                               |
| Nová Kaledonie                                           | 5 – 0  | Šalomounovy ostrovy | Stade Numa-Daly Magenta, Nouméa diváci: 4 000 |
| Gope-Fenepej 5' R. Kayara 12' Kabeu 31' Lolohea 45', 90' | Report |                     | Stade Numa-Daly Magenta, Nouméa diváci: 4 000 |

| 16. října 2012 19:40 UTC+13     |        |        |                                          |
| Nový Zéland                     | 3 – 0  | Tahiti | AMI Stadium, Christchurch diváci: 10 751 |
| McGlinchey 3', 90+4' Killen 90' | Report |        | AMI Stadium, Christchurch diváci: 10 751 |

| 22. března 2013 19:45 UTC+13 |        |                |                                             |
| Nový Zéland                  | 2 – 1  | Nová Kaledonie | Forsyth Barr Stadium, Dunedin diváci: 9 000 |
| Killen 10' Smith 90+4'       | Report | Lolohea 56'    | Forsyth Barr Stadium, Dunedin diváci: 9 000 |

| 22. března 2013 20:00 UTC−10 |        |                     |                                            |
| Tahiti                       | 2 – 0  | Šalomounovy ostrovy | Stade Pater Te Hono Nui, Pirae diváci: 550 |
| Bourebare 28' Vallar 82'     | Report |                     | Stade Pater Te Hono Nui, Pirae diváci: 550 |

| 26. března 2013 18:00 UTC+11 |        |        |                                               |
| Nová Kaledonie               | 1 – 0  | Tahiti | Stade Numa-Daly Magenta, Nouméa diváci: 1 000 |
| Lolohea 86'                  | Report |        | Stade Numa-Daly Magenta, Nouméa diváci: 1 000 |

| 26. března 2013 15:00 UTC+11 |        |               |                                            |
| Šalomounovy ostrovy          | 0 – 2  | Nový Zéland   | Lawson Tama Stadium, Honiara diváci: 5 600 |
|                              | Report | Payne 3', 88' | Lawson Tama Stadium, Honiara diváci: 5 600 |

## Statistika
Údaje platné pouze k zóně OFC v tomto kvalifikačním cyklu (včetně případné baráže):
Nejlepší střelec
- Georges Gope-Fenepej (8 gólů)

Mužstvo s nejvíce nastřílenými brankami
- Nová Kaledonie (36 gólů, skóre 36:13, průměr 3,3 vstřelených gólů na zápas, 11 odehraných zápasů, 7 výher, 0 remíz, 4 prohry)